# Alchemilla procerrima
Alchemilla procerrima är en rosväxtart som beskrevs av Fröhner. Alchemilla procerrima ingår i släktet daggkåpor, och familjen rosväxter. Inga underarter finns listade i Catalogue of Life.